# Samenstelling Belgische Senaat 1894-1898

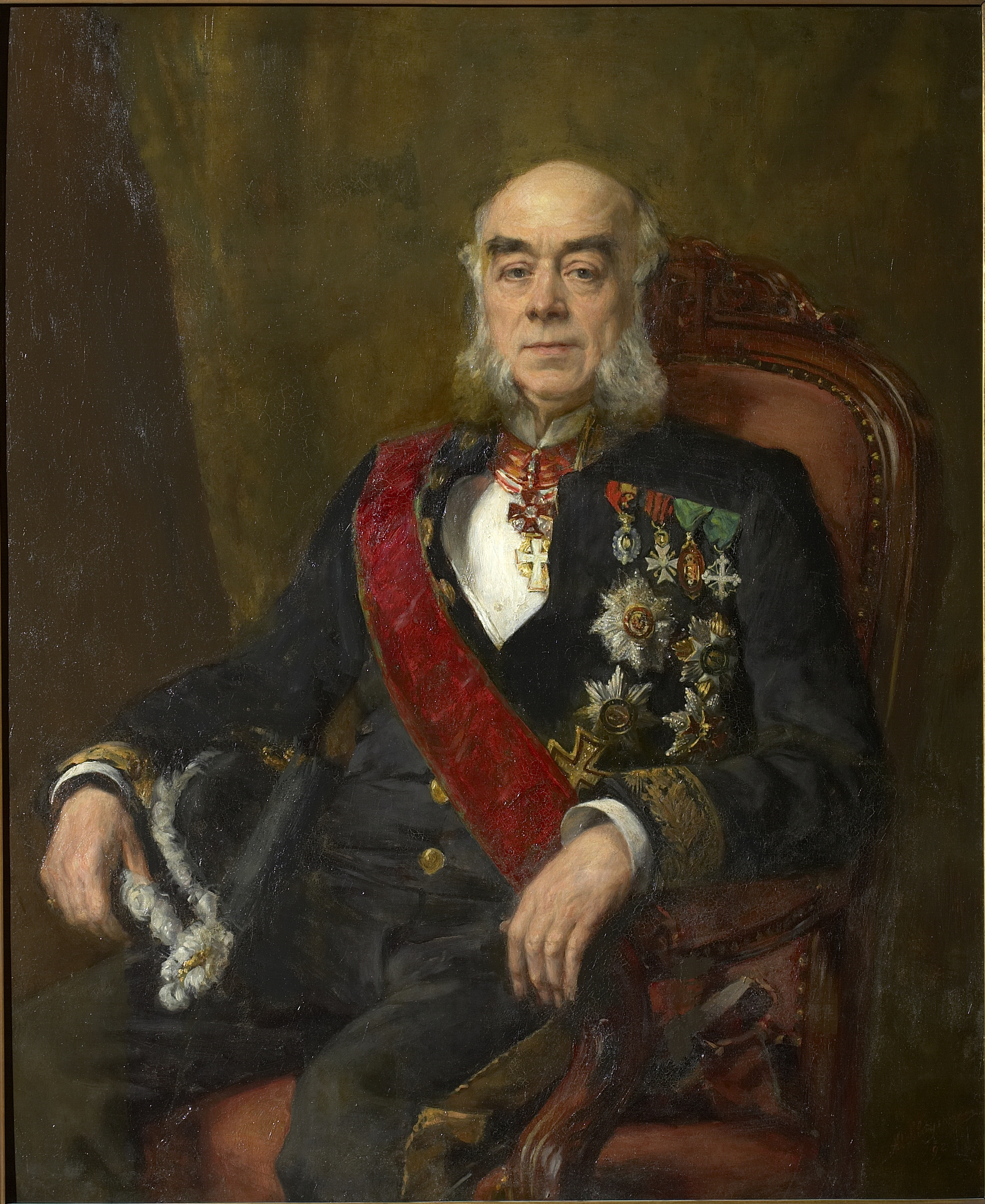
Senaatsvoorzitter graaf 't Kint de Roodenbeke

De lijst van leden van de Belgische Senaat van 1894 tot 1898. De Senaat telde toen 102 zetels. Op 14 oktober 1894 werden 76 senatoren rechtstreeks verkozen. Het nationale kiesstelsel was in die periode gebaseerd op algemeen meervoudig stemrecht, volgens een systeem van een meerderheidsstelsel, gecombineerd met een districtenstelsel. Naargelang opleiding, cijns die men betaalde of een combinatie van beide kregen alle mannelijke Belgen van 25 jaar en ouder respectievelijk één, twee of drie stemmen. Daarnaast waren er ook voor het eerst 26 provinciale senatoren, aangeduid door de provincieraden. 
De legislatuur liep van 13 november 1894 tot 6 mei 1898. Tijdens deze legislatuur waren achtereenvolgens de regering-De Burlet (maart 1894 - februari 1896) en de regering-De Smet de Naeyer I (februari 1896 - januari 1899) in functie. Dit waren beiden katholieke meerderheden. De oppositie bestond dus uit de liberalen en de socialisten.

## Samenstelling
| Begin legislatuur (1894) | Begin legislatuur (1894) | Begin legislatuur (1894) | Begin legislatuur (1894) | Begin legislatuur (1894) | Einde legislatuur (1898) | Einde legislatuur (1898) | Einde legislatuur (1898) |
| Fractie                  | Fractie                  | Rechtstr.                | Prov.                    | Tot.                     | Fractie                  | Fractie                  | Zetels                   |
| ------------------------ | ------------------------ | ------------------------ | ------------------------ | ------------------------ | ------------------------ | ------------------------ | ------------------------ |
|                          | Katholieken              | 52                       | 19                       | 71                       |                          | Katholieken              | 69                       |
|                          | Liberalen                | 24                       | 5                        | 29                       |                          | Liberalen                | 31                       |
|                          | Socialisten              |                          | 2                        | 2                        |                          | Socialisten              | 2                        |

Wijzigingen in fractiesamenstelling:
- In 1896 overlijdt de katholiek Jules Stiénon du Pré (rechtstreeks gekozen senator). Zijn opvolger wordt de liberaal Emile Huet.
- In 1897 overlijdt de katholiek Albert Snoy (rechtstreeks gekozen senator). Zijn opvolger wordt de liberaal Ernest Solvay.

## Lijst van de senatoren
| Senator                                 | Partij    | Aanduiding                   | Kieskring         | Provincie       | Opmerkingen |
| --------------------------------------- | --------- | ---------------------------- | ----------------- | --------------- | --- |
| Raymond Steenackers                     | Katholiek | Rechtstreeks gekozen senator | Antwerpen         | -               | Vervangt vanaf 10 november 1896 de overleden Jean Van Put. |
| Gaston de Pret Roose de Calesberg       | Katholiek | Rechtstreeks gekozen senator | Antwerpen         | -               | |
| Louis Le Clef                           | Katholiek | Rechtstreeks gekozen senator | Antwerpen         | -               | Vervangt vanaf 12 maart 1895 de overleden Ferdinand Le Grelle. |
| Frédégand Cogels                        | Katholiek | Rechtstreeks gekozen senator | Antwerpen         | -               | |
| Charles della Faille de Leverghem       | Katholiek | Rechtstreeks gekozen senator | Antwerpen         | -               | |
| Joseph d'Ursel                          | Katholiek | Rechtstreeks gekozen senator | Mechelen          | -               | Vanaf 25 juni 1895 voorzitter van de commissie Arbeid en Nijverheid. |
| Raymond de Meester de Betzenbroeck      | Katholiek | Rechtstreeks gekozen senator | Mechelen          | -               | |
| René van de Werve                       | Katholiek | Rechtstreeks gekozen senator | Turnhout          | -               | |
| Charles de Gruben                       | Katholiek | Rechtstreeks gekozen senator | Turnhout          | -               | |
| Nestor Plissart                         | Katholiek | Rechtstreeks gekozen senator | Brussel           | -               | |
| Edouard Van den Corput                  | Katholiek | Rechtstreeks gekozen senator | Brussel           | -               | |
| Charles Vander Burch                    | Katholiek | Rechtstreeks gekozen senator | Brussel           | -               | |
| Victor Allard                           | Katholiek | Rechtstreeks gekozen senator | Brussel           | -               | |
| Ferdinand de Marnix de Sainte-Aldegonde | Katholiek | Rechtstreeks gekozen senator | Brussel           | -               | |
| Felix Ectors                            | Katholiek | Rechtstreeks gekozen senator | Brussel           | -               | |
| Oscar Jolly                             | Katholiek | Rechtstreeks gekozen senator | Brussel           | -               | |
| Adhémar de Steenhault de Waerbeek       | Katholiek | Rechtstreeks gekozen senator | Brussel           | -               | |
| Ernest Solvay                           | Liberaal  | Rechtstreeks gekozen senator | Brussel           | -               | Vervangt vanaf 11 februari 1897 de overleden Albert Snoy (Katholiek). Snoy was quaestor van 12 november 1895 tot aan zijn dood op 7 januari 1897.                                       |
| Léon Van den Bossche                    | Katholiek | Rechtstreeks gekozen senator | Leuven            | -               | Vervangt vanaf 12 november 1895 Edmond Willems, die zich terugtrok uit de politiek. Willems was quaestor tot 11 augustus 1895.                                                          |
| Edouard Descamps                        | Katholiek | Rechtstreeks gekozen senator | Leuven            | -               | |
| Jules Roberti                           | Katholiek | Rechtstreeks gekozen senator | Leuven            | -               | |
| Félix Crousse                           | Liberaal  | Rechtstreeks gekozen senator | Nijvel            | -               | |
| Jean Brulé                              | Liberaal  | Rechtstreeks gekozen senator | Nijvel            | -               | |
| Léon van Ockerhout                      | Katholiek | Rechtstreeks gekozen senator | Brugge            | -               | |
| Georges de Crombrugghe de Looringhe     | Katholiek | Rechtstreeks gekozen senator | Brugge            | -               | |
| Raphaël de Spot                         | Katholiek | Rechtstreeks gekozen senator | Veurne-Diksmuide  | -               | Vervangt vanaf 28 januari 1897 de overleden Charles de Coninck de Merckem. De Coninck de Merckem was tot aan zijn dood op 7 december 1896 voorzitter van de commissie Oorlog.           |
| Thierry de Limburg Stirum               | Katholiek | Rechtstreeks gekozen senator | Oostende          | -               | |
| Adile Eugène Mulle de ter Schueren      | Katholiek | Rechtstreeks gekozen senator | Tielt             | -               | |
| Alberic Descantons de Montblanc         | Katholiek | Rechtstreeks gekozen senator | Roeselare         | -               | |
| Paul de Bethune                         | Katholiek | Rechtstreeks gekozen senator | Kortrijk          | -               | Ondervoorzitter en voorzitter van de commissie Financiën. |
| Jules Lammens                           | Katholiek | Rechtstreeks gekozen senator | Kortrijk          | -               | Voorzitter van de commissie Justitie. |
| Arthur Surmont de Volsberghe            | Katholiek | Rechtstreeks gekozen senator | Ieper             | -               | Voorzitter van de commissie Binnenlandse Zaken en Openbaar Onderwijs. |
| Henri t'Kint de Roodenbeke              | Katholiek | Rechtstreeks gekozen senator | Eeklo             | -               | Senaatsvoorzitter en voorzitter van de commissie Buitenlandse Zaken. |
| Edgard de Kerchove d'Ousselghem         | Katholiek | Rechtstreeks gekozen senator | Gent              | -               | |
| Astère Vercruysse de Solart             | Katholiek | Rechtstreeks gekozen senator | Gent              | -               | |
| Gérard Cooreman                         | Katholiek | Rechtstreeks gekozen senator | Gent              | -               | |
| Georges Herry                           | Katholiek | Rechtstreeks gekozen senator | Gent              | -               | |
| Florimond de Brouchoven de Bergeyck     | Katholiek | Rechtstreeks gekozen senator | Sint-Niklaas      | -               | |
| Stanislas Vilain XIIII                  | Katholiek | Rechtstreeks gekozen senator | Sint-Niklaas      | -               | Quaestor. |
| Adolphe Christyn de Ribaucourt          | Katholiek | Rechtstreeks gekozen senator | Dendermonde       | -               | Secretaris, tot 25 juni 1895 voorzitter van de commissie Landbouw, Nijverheid, Arbeid en Openbare Werken en vanaf 25 juni 1895 voorzitter van de commissie Landbouw en Openbare Werken. |
| Honoré Limpens                          | Katholiek | Rechtstreeks gekozen senator | Dendermonde       | -               | |
| Oscar Pycke de Peteghem                 | Katholiek | Rechtstreeks gekozen senator | Oudenaarde        | -               | |
| Charles Van Vreckem                     | Katholiek | Rechtstreeks gekozen senator | Aalst             | -               | |
| Charles Liénart                         | Katholiek | Rechtstreeks gekozen senator | Aalst             | -               | |
| Louis Hardenpont                        | Liberaal  | Rechtstreeks gekozen senator | Bergen            | -               | Secretaris. |
| Auguste Houzeau de Lehaie               | Liberaal  | Rechtstreeks gekozen senator | Bergen            | -               | Vervangt vanaf 6 maart 1897 de overleden Achille Legrand. |
| Henry Sainctelette                      | Liberaal  | Rechtstreeks gekozen senator | Bergen            | -               | |
| Gustave Boël                            | Liberaal  | Rechtstreeks gekozen senator | Zinnik            | -               | |
| Jules Thiriar                           | Liberaal  | Rechtstreeks gekozen senator | Zinnik            | -               | |
| Emile Huet                              | Liberaal  | Rechtstreeks gekozen senator | Doornik           | -               | Vervangt vanaf 10 november 1896 de overleden Jules Stiénon du Pré (Katholiek). |
| Armand Cossée de Maulde                 | Katholiek | Rechtstreeks gekozen senator | Doornik           | -               | |
| Adhémar d'Oultremont                    | Katholiek | Rechtstreeks gekozen senator | Aat               | -               | Vervangt vanaf 22 maart 1896 de overleden Emile Henri d'Oultremont. |
| Jean-Baptiste T'Serstevens              | Liberaal  | Rechtstreeks gekozen senator | Thuin             | -               | |
| Jules Audent                            | Liberaal  | Rechtstreeks gekozen senator | Charleroi         | -               | |
| Lucien Guinotte                         | Liberaal  | Rechtstreeks gekozen senator | Charleroi         | -               | |
| Edmond Piret-Goblet                     | Liberaal  | Rechtstreeks gekozen senator | Charleroi         | -               | |
| Emile Van den Dooren                    | Liberaal  | Rechtstreeks gekozen senator | Charleroi         | -               | |
| Alfred Magis                            | Liberaal  | Rechtstreeks gekozen senator | Luik              | -               | |
| Georges Montefiore-Levi                 | Liberaal  | Rechtstreeks gekozen senator | Luik              | -               | |
| Émile Dupont                            | Liberaal  | Rechtstreeks gekozen senator | Luik              | -               | Ondervoorzitter. |
| Ernest Nagelmackers                     | Liberaal  | Rechtstreeks gekozen senator | Luik              | -               | |
| Frédéric Braconier                      | Liberaal  | Rechtstreeks gekozen senator | Luik              | -               | Voorzitter van de commissie Spoorwegen, Posterijen en Telegrafie. |
| Gustave de Lhoneux                      | Liberaal  | Rechtstreeks gekozen senator | Hoei              | -               | |
| Edmond de Selys Longchamps              | Liberaal  | Rechtstreeks gekozen senator | Borgworm          | -               | |
| Alfred Simonis                          | Katholiek | Rechtstreeks gekozen senator | Verviers          | -               | |
| Henry Lejeune Vincent                   | Liberaal  | Rechtstreeks gekozen senator | Verviers          | -               | |
| Edmond Whettnall                        | Katholiek | Rechtstreeks gekozen senator | Hasselt           | -               | Quaestor vanaf 28 januari 1897. |
| François de Borchgrave d'Altena         | Katholiek | Rechtstreeks gekozen senator | Tongeren          | -               | |
| Charles Arthur de Hemricourt de Grunne  | Katholiek | Rechtstreeks gekozen senator | Maaseik           | -               | Secretaris. |
| Joseph Devolder                         | Katholiek | Rechtstreeks gekozen senator | Neufchâteau       | -               | |
| Grégoire Orban de Xivry                 | Katholiek | Rechtstreeks gekozen senator | Bastenaken-Marche | -               | |
| Théophile Finet                         | Liberaal  | Rechtstreeks gekozen senator | Aarlen-Virton     | -               | |
| Julien Tournay-Detilleux                | Liberaal  | Rechtstreeks gekozen senator | Philippeville     | -               | |
| Alfred d'Huart                          | Katholiek | Rechtstreeks gekozen senator | Dinant            | -               | Secretaris. |
| Alfred Février                          | Liberaal  | Rechtstreeks gekozen senator | Namen             | -               | |
| Walthère de Selys Longchamps            | Liberaal  | Rechtstreeks gekozen senator | Namen             | -               | Vervangt vanaf 10 november 1896 de overleden Louis Robert. |
| Octave Selb                             | Katholiek | Provinciaal senator          | -                 | Antwerpen       | |
| Jules Wittman                           | Katholiek | Provinciaal senator          | -                 | Antwerpen       | |
| Auguste Cools                           | Katholiek | Provinciaal senator          | -                 | Antwerpen       | |
| Eugène Dumont                           | Katholiek | Provinciaal senator          | -                 | Brabant         | Vervangt vanaf 31 maart 1896 Jules de Burlet, die ambassadeur wordt. |
| Léon Pastur                             | Katholiek | Provinciaal senator          | -                 | Brabant         | |
| Ferdinand Lefebvre                      | Katholiek | Provinciaal senator          | -                 | Brabant         | |
| Jules Le Jeune                          | Katholiek | Provinciaal senator          | -                 | Brabant         | |
| Albert Cappelle                         | Katholiek | Provinciaal senator          | -                 | West-Vlaanderen | |
| Eugène Struye                           | Katholiek | Provinciaal senator          | -                 | West-Vlaanderen | |
| Eugène-Edouard van Outryve d'Ydewalle   | Katholiek | Provinciaal senator          | -                 | West-Vlaanderen | |
| Théodore Léger                          | Katholiek | Provinciaal senator          | -                 | Oost-Vlaanderen | |
| Alfred Claeys-Bouüaert                  | Katholiek | Provinciaal senator          | -                 | Oost-Vlaanderen | |
| Désiré Fiévé                            | Katholiek | Provinciaal senator          | -                 | Oost-Vlaanderen | |
| Gustave Paternoster                     | Liberaal  | Provinciaal senator          | -                 | Henegouwen      | |
| Jules Bara                              | Liberaal  | Provinciaal senator          | -                 | Henegouwen      | |
| Edmond Picard                           | Socialist | Provinciaal senator          | -                 | Henegouwen      | |
| Henri La Fontaine                       | Socialist | Provinciaal senator          | -                 | Henegouwen      | Vervangt vanaf 21 juni 1895 Jules Bufquin des Essarts, die om beroepsredenen ontslag neemt.                                                                                             |
| Ernest Gilon                            | Liberaal  | Provinciaal senator          | -                 | Luik .          | |
| Nicolas Charles                         | Liberaal  | Provinciaal senator          | -                 | Luik            | |
| Paul Janson                             | Liberaal  | Provinciaal senator          | -                 | Luik            | |
| Eugeen Keesen                           | Katholiek | Provinciaal senator          | -                 | Limburg         | |
| François Meyers                         | Katholiek | Provinciaal senator          | -                 | Limburg         | |
| Edouard Otlet                           | Katholiek | Provinciaal senator          | -                 | Luxemburg       | |
| Alphonse Nothomb                        | Katholiek | Provinciaal senator          | -                 | Luxemburg       | Vanaf 9 november 1897 voorzitter van de commissie Oorlog. |
| Albert de Beauffort                     | Katholiek | Provinciaal senator          | -                 | Namen           | |
| Théodule Poncelet                       | Katholiek | Provinciaal senator          | -                 | Namen           | |

## Commissies
- Justitie (voorzitter: Jules Lammens)
- Binnenlandse Zaken en Openbaar Onderwijs (voorzitter: Arthur Surmont de Volsberghe)
- Buitenlandse Zaken (voorzitter: Henri t'Kint de Roodenbeke)
- Landbouw, Nijverheid en Openbare Werken (voorzitter: Adolphe Christyn de Ribaucourt), vanaf 25 juni 1895 gesplist in:
  - Landbouw en Openbare Werken (voorzitter: Adolphe Christyn de Ribaucourt)
  - Nijverheid en Arbeid (voorzitter: Joseph d'Ursel)
- Financiën (voorzitter: Paul de Bethune)
- Spoorwegen, Posterijen en Telegraphie (voorzitter: Frédéric Braconier)
- Oorlog (voorzitter: Charles de Coninck de Merckem, na zijn dood Alphonse Nothomb)
- Verzoekschriften (voorzitter: Paul de Bethune)
- Naturalisaties (voorzitter: Émile Dupont)
- Landbouw, Industrie en Handel (voorzitter: Paul de Bethune)